# العلاقات الزامبية الكيريباتية
العلاقات الزامبية الكيريباتية هي العلاقات الثنائية التي تجمع بين زامبيا وكيريباتي.

## مقارنة بين البلدين
هذه مقارنة عامة ومرجعية للدولتين:
| وجه المقارنة                                              | زامبيا                         | كيريباتي                        |
| --------------------------------------------------------- | ------------------------------ | ------------------------------- |
| المساحة (كم2)                                             | 752.62 ألف                     | 811                             |
| عدد السكان (نسمة)                                         | 17.09 مليون                    | 116.40 ألف                      |
| الكثافة السكانية (ن./كم²)                                 | 22.71                          | 14.35 ألف                       |
| العاصمة                                                   | لوساكا                         | جنوب تاراوا                     |
| اللغة الرسمية                                             | لغة إنجليزية                   | لغة إنجليزية، اللغة الكيريباتية |
| العملة                                                    | كواشا زامبي، كواشا زامبي قديم ‏ | دولار كريباتي، دولار أسترالي    |
| الناتج المحلي الإجمالي (بليون دولار)                      | 25.81 مليار                    | 196.15 مليون                    |
| الناتج المحلي الإجمالي (تعادل القوة الشرائية) بليون دولار | 62.18 مليار                    | 224.26 مليون                    |
| الناتج المحلي الإجمالي الاسمي للفرد دولار أمريكي          | 1.30 ألف                       | 1.42 ألف                        |
| الناتج المحلي الإجمالي للفرد دولار أمريكي                 | 3.90 ألف                       | 1.81 ألف                        |
| مؤشر التنمية البشرية                                      | 0.586                          | 0.590                           |
| رمز المكالمات الدولي                                      | +260                           | +686                            |
| رمز الإنترنت                                              | .zm                            | .ki                             |
| المنطقة الزمنية                                           | ت ع م+02:00                    |                                 |

## منظمات دولية مشتركة
يشترك البلدان في عضوية مجموعة من المنظمات الدولية، منها:
| علم المنظمة | اسم المنظمة                                 | تاريخ انضمام زامبيا | تاريخ انضمام كيريباتي |
| ----------- | ------------------------------------------- | ------------------- | --------------------- |
|             | الاتحاد البريدي العالمي                     | ?                   | ?                     |
|             | يونسكو                                      | 9 نوفمبر 1964       | 24 أكتوبر 1989        |
|             | البنك الدولي للإنشاء والتعمير               | 23 سبتمبر 1965      | 29 سبتمبر 1986        |
|             | دول الكومنولث                               | ?                   | ?                     |
|             | الاتحاد الدولي للاتصالات                    | 23 أغسطس 1965       | 3 نوفمبر 1986         |
|             | مؤسسة التمويل الدولية                       | 23 سبتمبر 1965      | 2 أكتوبر 1986         |
|             | مؤسسة التنمية الدولية                       | 23 سبتمبر 1965      | 2 أكتوبر 1986         |
|             | الأمم المتحدة                               | 1 ديسمبر 1964       | 14 سبتمبر 1999        |
|             | مجموعة دول أفريقيا والكاريبي والمحيط الهادئ | ?                   | ?                     |
|             | منظمة حظر الأسلحة الكيميائية                | ?                   | ?                     |